# 野尻邦基
野尻 邦基（のじり くにもと、1843年12月11日（天保14年10月20日）– 1910年（明治43年）8月1日）は、幕末の岡藩士、明治期の官僚、政治家。衆議院議員。旧姓・首藤。幼名・長之助、半之允。

## 経歴
豊後国直入郡竹田町（大分県直入郡竹田町を経て現竹田市）で、岡藩士・野尻雙馬の長男として生まれる。藩校・由学館、経武館で学び、その後、長崎に遊学した。文武に通じ、廃藩置県後は岡県の少属、大属を歴任。その後、大分県庁に出仕し、中属、権大属、大属、兼任判事、大分県属、同警部、大分郡長、直入郡長を歴任した。その後、1886年（明治19年）大蔵省御用掛に転じ、主税官、佐賀県書記官、高知県書記官を務めた。
1901年（明治34年）7月、朝倉親為の死去に伴う第6回衆議院議員総選挙大分県第3区補欠選挙で当選し（首藤邦基名義）、1904年（明治37年）3月の第9回総選挙で大分県選挙区から出馬して再選され、衆議院議員を通算2期務めた。この間、立憲政友会発会準備委員、同協議員、豊国同志倶楽部顧問などを務めた。
1910年8月、東京府豊多摩郡千駄ヶ谷町の自宅で脳溢血により死去した。

## 親族
- 二女 国沢清（きよ、国沢新兵衛の妻）[2]

## 脚註
1. ↑  衆議院『衆議院議員名簿』〈第二十回帝国議会衆議院公報第1号附録〉、1904年、27頁。
2. 1 2 3  『人事興信録 第2版』777-778頁。
3. 1 2 3 4 5 6 7 8  『議会制度百年史 - 衆議院議員名鑑』489頁。
4. 1 2 3 4  『立憲政友会功労者追遠録』281-282頁。
5. 1 2 3 4 5 6 7 8 9  『大分県歴史人物事典』385頁。
6. 1 2  『明治過去帳』1175頁。
7. ↑  『官報』第5420号、明治34年7月27日。